# Bjärnasjön
Bjärnasjön är en sjö i Gislaveds kommun i Småland och ingår i Lagans huvudavrinningsområde. Sjön är 6 meter djup, har en yta på 0,219 kvadratkilometer och är belägen 160,3 meter över havet. Sjön avvattnas av vattendraget Mjösjöbäcken.

## Delavrinningsområde
Bjärnasjön ingår i det delavrinningsområde (632617-137027) som SMHI kallar för Mynnar i Bolmen. Avrinningsområdets medelhöjd är 170 meter över havet och ytan är 24,56 kvadratkilometer. Det finns inga delavrinningsområden uppströms utan avrinningsområdet är högsta punkten. Mjösjöbäcken som avvattnar avrinningsområdet har biflödesordning 3, vilket innebär att vattnet flödar genom totalt 3 vattendrag innan det når havet efter 142 kilometer. Delavrinningsområdet består mestadels av skog (81 procent). Avrinningsområdet har 0,75 kvadratkilometer vattenytor vilket ger det en sjöprocent på 3,1 procent.